# Greven av Monte Cristo (TV-serie, 2024)
För andra betydelser, se Greven av Monte Cristo (olika betydelser).
Greven av Monte Cristo (franska: Le Comte de Monte-Cristo) är en engelskspråkig fransk-italiensk dramaserie som hade premiär den 11 december 2024. Serien består av åtta avsnitt och är baserad på romanen med samma namn av Alexandre Dumas den äldre och hade svensk premiär på SVT Play den 18 december 2024. Serien är regisserad av Bille August.

## Handling
Serien kretsar kring sjömannen Edmond Dantès som utan rättegång sattes i fångenskap i Château d'If. Efter många år i fängelset lyckas han till slut fly. Han antar identiteten greven av Monte Cristo och planerar att hämnas mot dem som anklagat honom.

## Rollista
| Sam Claflin             | – Edmond Dantès          |
| Jeremy Irons            | – Abbé Faria             |
| Ana Girardot            | – Mercédès               |
| Harry Taurasi           | – Fernand Mondego        |
| Mikkel Boe Følsgaard    | – Gérard de Villefort    |
| Blake Ritson            | – Danglars               |
| Karla-Simone Spence     | – Haydée                 |
| Reece Putinas           | – inspektören            |
| Michele Riondino        | – Jacopo                 |
| Lino Guanciale          | – Vampa                  |
| Nicolas Maupas          | – Albert De Morcerf      |
| Gabriella Pession       | – Hermine                |
| Robin Greer             | – Maximilien Morrel      |
| Amaryllis August        | – Valentine de Villefort |
| Bastien Fontaine-Oberto | – Franz                  |
| Poppy Corby-Tuech       | – Héloïse                |
| Ramona Von Pusch        | – Isabelle               |
| Greg Hughes             | – Boville                |
| Nell Baker              | – Julie                  |
| Lynette Creane          | – Marie                  |
| Tom van der Loop        | – smed                   |
| Jason Barnett           | – Carderousse            |
| Nicholas Farrell        | – Morrel                 |